# Ianavitchy
Ianavitchy (en biélorusse : Янавічы) ou Ianovitchi (en russe : Яновичи) est une commune urbaine de la voblast de Vitebsk, en Biélorussie. Sa population s'élevait à 752 habitants en 2017.

## Géographie
Ianavitchy se trouve à 36 kilomètres à l'est de Vitebsk.

## Histoire
En 1939, la communauté juive de la ville représente 34,8 % de la population totale (709 membres). Le village est occupé par k'Allemagne nazie de 1941 à 1943. Le 15 août 1941, les Allemands assassinent 149 juifs de la ville sur un site du village voisin de Valki à 2 kilomètres au sud-est de Ianavitchy. Un ghetto est mis en place, dans lequel les juifs sont enfermés. Le 10 septembre 1941, les juifs de Ianavitchy sont assassinés au cours d'une exécution de masse dans le cadre de la Shoah par balles. Le site de cette exécution se trouve à 5 kilomètres de la localité, dans un fossé antichar.